# Phacelia marshal-johnstonii
Phacelia marshal-johnstonii là loài thực vật có hoa trong họ Mồ hôi. Loài này được N.D. Atwood & Pinkava miêu tả khoa học đầu tiên năm 1977.